# أبو بكر المل
أبو بكر المل (بالفرنسية: Abou Ba) (29 يوليو 1998 بسينت ديه دي فوج في فرنسا - ) هو لاعب كرة قدم فرنسي في مركز الوسط.

## روابط خارجية
- أبو بكر المل على موقع رابطة كرة القدم الفرنسية للمحترفين (الإنجليزية)
- أبو بكر المل على موقع قاعدة بيانات كرة القدم.إي يو (الإنجليزية)
- أبو بكر المل على موقع ليكيب (الفرنسية)
- أبو بكر المل على موقع Soccerway.com (الإنجليزية)